# Kays Ruiz-Atil
Kays Ruiz-Atil, né le 26 août 2002 à Lyon, est un footballeur franco-hispano-marocain qui évolue au poste de milieu de terrain aux Francs Borains.

## Biographie
Kays Ruiz-Atil nait en 2002 à Lyon et grandit dans le quartier de Gerland dans le 7e arrondissement dans une famille franco-marocaine. Son père, Radouan Atil, vient du Maroc. Sa mère est Antonia Ruiz.

### Carrière en club

#### Premiers pas entre France et Espagne (2009-2015)
Kays Ruiz-Atil joue au FC Gerland dès l'âge de 4 ans et jusqu'en 2009, puis six mois à l'Olympique lyonnais. En septembre 2009, il est recruté par le FC Barcelone, à tout juste 7 ans. Il y passe six ans ce qui lui vaudra par la suite d'être surnommé « l'Espagnol ».
Mais à la suite des sanctions infligées par la FIFA au Barça pour recrutements frauduleux de mineurs, il est contraint de rester sans jouer de match officiel pendant un an, et c'est le PSG qui en juillet 2015 recrute le jeune talent, dont la cote a entre-temps monté sur les réseaux sociaux, où circulent déjà plusieurs vidéos de ses gestes techniques.
Ce « transfert » sera l'objet d'une controverse au moment des Football Leaks, en 2018 : le club de Paris y est accusé d'avoir recruté illégalement ce jeune joueur, en déguisant la rémunération de sa famille en un emploi de son père Radouan, qui est engagé par le PSG pour travailler en tant que recruteur pour les jeunes à la « direction sportive du club ». Recevant ainsi dès le 1er juillet 2015 un salaire mensuel de 3 200 € adjoint d'une prime immédiate de 30 000 €. L'avocat de la famille et du joueur, Arnaud Péricard, est également accusé de conflit d'intérêts, ce dernier étant maire de Saint-Germain-en-Laye, qui subventionne le club parisien. Cela n'aboutit néanmoins à aucune condamnation du Paris Saint-Germain, qui assure avoir reçu l'accord des instances régulatrices nationales et internationales pour son recrutement.

#### Vers le professionnalisme à Paris (2015-2020)
Avant la médiatisation de ces controverses, Ruiz-Atil avait signé un contrat d'aspirant avec le PSG en juin 2017, verrouillant sa présence dans le centre de formation parisien.
Le 26 août 2018, à tout juste seize ans, il signe son premier contrat professionnel avec le club parisien jusqu'en 2021. Dans les saisons qui suivent, il joue notamment en UEFA Youth League, sous les ordres de Thiago Motta pour la saison 2018-2019, qu'il dit avoir beaucoup apprécié. Malgré son développement physique pas forcément en avance sur les autres joueurs de son âge, les observateurs louent son potentiel technique et sa vision du jeu,,.
Son image ne semble pas avoir pâti des controverses liées aux Football Leaks — le PSG ayant d'ailleurs hérité de dossiers bien plus chauds en lien avec ces enquêtes —  Kays Ruiz-Atil étant notamment lié à Adidas, avec quelques autres jeunes français, précoces dans leur rapports à l'image et aux marques,.
Lors de la saison 2019-2020, il prend un rôle de plus en plus important au sein de l'équipe des moins de 19 ans du PSG, s'illustrant surtout en Coupe Gambardella, notamment lors du 8e de finale où ils battent 5-1 l'OL de Rayan Cherki, à Lyon. Ces performances attirent l’intérêt d'autres clubs, et alors que le PSG tarde à lui faire signer une prolongation, le FC Barcelone semble notamment très intéressé pour récupérer son ancien protégé.
Le 12 juillet 2020 il fait sa première entrée en professionnel avec le Paris Saint-Germain lors d'une victoire 0-9 face au Havre en match amical. Le 17 juillet 2020 il entre en jeu lors des 30 dernières minutes d'un match amical qui voit son équipe s'imposer sur le score de 7 à 0 face aux Belges de Waasland-Beveren.
Le 12 août 2020 il figure une première fois sur la feuille de match lors d'une rencontre officielle, à l'occasion du quart de finale de Ligue des champions contre l'Atalanta, remporté par Paris, qui ira par la suite jusqu'en finale de la compétition.

#### Débuts à Paris (2020-2021)
Le 10 septembre 2020, il est titulaire face au  RC Lens pour la 2ème journée de Ligue 1, faisant ainsi ses débuts en compétition officielle avec le Paris Saint-Germain, dont l'effectif se remet encore de sa finale européenne. Malgré cette défaite 1-0 en ouverture du championnat, Ruiz-Atil s'illustre par son aisance technique et son entente avec des joueurs comme Marco Verratti ou Arnaud Kalimuendo.
Intégré à la rotation en ce début de saison, il s'illustre à nouveau lors de son entrée en jeu — remplaçant Moise Kean — à la mi-temps du match contre Nantes à la Beaujoire,. Évoluant au poste de 10 en soutien de Pablo Sarabia et Kylian Mbappé, il fournit notamment l'avant-dernière passe décisive à ce dernier lors du but d’Ander Herrera. À l'image de sa bonne prestation, il s'impose à l'automne comme la figure de proue de la formation parisienne.
Le 3 février 2021, il est néanmoins renvoyé avec les moins de 19 ans en raison de son refus de prolonger, Ruiz demandant plus de temps de jeu.
Le 25 mai 2021, il officialise son départ du Paris Saint-Germain.

#### Retour à Barcelone (2021-2022)
Le 12 juillet 2021, il est officiellement joueur du club espagnol il va jouer sa première saison dans l’équipe du FC Barcelone B.
Le 11 mai 2022, le FC Barcelone annonce mettre fin à son contrat avec effet immédiat.

#### Signature à Auxerre (2022-2023)
Le 28 juin 2022, il rejoint l'AJ Auxerre.
Le 24 août 2023, le club annonce avoir résilié le contrat le liant à Kays Ruiz-Atil.

### Carrière en sélection

#### Maroc
En novembre 2016, il est sélectionné à plusieurs reprises avec l'équipe du Maroc des moins de 15 ans.
Le 7 novembre 2022 , Kays Ruiz reçoit une convocation officielle de la part de la Fédération Royale Marocaine de Football pour assister à un stage de préparation de l'équipe du Maroc U23 inclus deux matches amicaux contre l'Égypte le 17 et 20 novembre 2022  à Rabat[réf. nécessaire]

#### France
En août 2017, il est convoqué à un stage de l'équipe de France des moins de 16 ans. L'entraîneur Jean-Claude Guintini loue sa fluidité technique mais explique que, en raison de sa maturité tardive, il faut le préserver et il ne se voit pas offrir de sélection. Selon son père, il entendrait désormais défendre les couleurs de la France.
En septembre 2020, il joue ses deux premiers matchs en sélection avec l'équipe de France des moins de 20 ans face à la Norvège.
En octobre 2020, il est convoqué avec l'équipe de France des moins de 19 ans pour un stage en Allemagne. Quelques jours après sa convocation, le stage est annulé en raison de la détection d'un cas de COVID-19 dans la sélection française .

## Statistiques
| Saison                | Club                  | Championnat           | Championnat | Championnat | Championnat | Coupe(s) nationale(s) | Coupe(s) nationale(s) | Coupe(s) nationale(s) | Compétition(s) continentale(s) | Compétition(s) continentale(s) | Compétition(s) continentale(s) | Compétition(s) continentale(s) | Total | Total | Total |
| Saison                | Club                  | Division              | M.          | B.          | P.d.        | M.                    | B.                    | P.d.                  | Comp.                          | M.                             | B.                             | P.d.                           | M.    | B.    | P.d.  |
| 2020-2021             | Paris SG              | Ligue 1               | 7           | 0           | 0           | -                     | -                     | -                     | C1                             | -                              | -                              | -                              | 7     | 0     | 0     |
| 2021-2022             | FC Barcelone B        | Primera División RFEF | 11          | 0           | 1           | -                     | -                     | -                     | -                              | -                              | -                              | -                              | 11    | 0     | 1     |
| 2022-2023             | AJ Auxerre            | Ligue 1               | 1           | 0           | 0           | -                     | -                     | -                     | -                              | -                              | -                              | -                              | 1     | 0     | 0     |
| 2024-2025             | Francs Borains        | Challenger Pro League | 21          | 4           | 4           | 1                     | 0                     | 0                     | -                              | -                              | -                              | -                              | 22    | 4     | 4     |
| Total sur la carrière | Total sur la carrière | Total sur la carrière | 40          | 4           | 5           | 1                     | 0                     | 0                     | -                              | -                              | -                              | -                              | 41    | 4     | 5     |

## Palmarès
Paris Saint-Germain
- Ligue 1 :
  - Vice-champion : 2021